# وليام أثرتون
وليام أثرتون (بالإنجليزية: William Atherton)‏ مواليد 30 يوليو 1947 في أورنج، كونيتيكت، الولايات المتحدة، هو ممثل أمريكي بدأ مسيرته الفنية عام 1972.

## الأعمال
- غوستباسترز
- قضية البجع
- الساموراي الأخير
- بوسطن ليغال
- ستارغيت إس جي 1
- ربات بيوت يائسات
- مونك
- غوستباسترز: ذا فيديو جيم
- لوست

## روابط خارجية
- وليام أثرتون على موقع IMDb (الإنجليزية)
- وليام أثرتون على موقع روتن توميتوز (الإنجليزية)
- وليام أثرتون على موقع ألو سيني (الفرنسية)
- وليام أثرتون على موقع ميوزك برينز (الإنجليزية)
- وليام أثرتون على موقع تيرنر كلاسيك موفيز (الإنجليزية)
- وليام أثرتون على موقع أول موفي (الإنجليزية)
- وليام أثرتون على موقع قاعدة بيانات برودواي على الإنترنت (الإنجليزية)
- وليام أثرتون على موقع قاعدة بيانات الأفلام السويدية (السويدية)
- وليام أثرتون على موقع إن إن دي بي (الإنجليزية)
- وليام أثرتون على موقع قاعدة بيانات الفيلم (الإنجليزية)